# سارا ديفيس بوتشنر
سارا ديفيس بوتشنر (بالإنجليزية: Sara Davis Buechner)‏ هي معلمة موسيقى وعازفة بيانو أمريكية، ولدت في 8 سبتمبر 1959 في بالتيمور في الولايات المتحدة.

## وصلات خارجية
- سارا ديفيس بوتشنر على موقع ميوزك برينز (الإنجليزية)